# Promachos (Sohn des Herakles)
Promachos (altgriechisch Πρόμαχος Prómachos) ist in der griechischen Mythologie ein Zwillingsbruder des Echephron. Beide waren Söhne des Herakles, der sie mit Psophis, der Tochter des Königs Eryx von Sikania, zeugte, als er mit den Rindern des Geryon durch Sizilien zog. 
In der arkadischen Stadt Phegia übergab Herakles die mit den Zwillingen schwangere Psophis in die Betreuung seines Gastfreundes Lykortas. Promachos und Echephron benannten Phegia nach ihrer Mutter, so dass die Stadt von nun an Psophis hieß. Außerdem sollen die Brüder das dortige Heiligtum der Aphrodite Erykine gegründet und als Heroen eigene Kultstätten erhalten haben.